# Алупкинский городской совет
Алупкинский городской совет (укр. Алупкинська міська рада, крымскотат. Alupka şeer şurası, Алупка шеэр шурасы) — административно-территориальная единица и орган местного самоуправления в составе Ялтинского городского совета Автономной Республики Крым. Административный центр — город Алупка.
В рамках российского административно-территориального деления Крыма, созданного в 2014 году, Алупкинский городской совет был упразднён; в структуре администрации Ялты создан Алупкинский территориальный орган.

## Общие сведения
- Территория совета: 4 км²
- Население совета: 8 520 человек (по состоянию на 1 января 2013 года)

## Населённые пункты
Совету подчинены следующие населённые пункты:
- Алупка